# Clase Terrebonne Parish
La clase Terrebonne Parish es una serie compuesta por 14 buques de desembarco de tanques de la Armada de los Estados Unidos con los numerales LST-1156 hasta LST-1170, algunos de los cuales fueron cedidos a países aliados.

## El buque
Fueron diseñados y construidos después de la Segunda Guerra Mundial, aunque no dejaban de ser un agrandamiento de las clases anteriores a los que se les incorporaban todo aquello que se consideraba adecuado, con formas y líneas de casco tradicionales con puertas abisagradas en la proa y rampa abatible.
Contaban con una bodega con una capacidad para treinta vehículos anfibios acorazados tipo LVTP-7 o veinte carros de combate M-48. 
Al principio de la bodega, junto a la rampa abatible se encontraba una plataforma móvil para facilitar los movimientos con vehículos de cadenas. De esta manera se protegía la cubierta y se colocaban correctamente los vehículos para iniciar nuevas operaciones anfibias. Disponían también de una superficie exterior delante del puente que tanto podía usarse para el transporte de vehículos o como plataforma para helicópteros. La cubierta superior admitía todo tipo de vehículos ligeros, remolques y camiones de hasta 3 t. Contaba con una rampa interior, por donde estos vehículos podían ser desembarcados directamente a tierra. Como plataforma para helicópteros, podría ser utilizada incluso por helicópteros pesados como los Chinook.

## Buques de la clase
La Clase Terrebonne Parish estaba compuesta por los siguientes buques :
- USS Terrebonne Parish (LST-1156): Cedido a la Armada Española en 1971; renombrado Velasco (L-11), baja en 1994.
- USS Terrell County (LST-1157): Vendido a Grecia el 17 de marzo de 1977; renombrado Oinoussai (L-104), dado de baja el 20 de marzo de 2003.
- USS Tioga County (LST-1158).
- USS Tom Green County (LST-1159): Cedido a la Armada Española en 1972; renombrado Conde de Venadito (L-13), baja en 1990.
- USS Traverse County (LST-1160): Alquilado al Perú el 7 de agosto de 1984; vendido el 26 de abril de 1999; renombrado BAP Eten (DT-144).
- USS Vernon County (LST-1161): Alquilado a Venezuela el 29 de junio de 1973, vendido en diciembre de 1977; renombrado ARBV Amazonas (T-21).
- USS Wahkiakum County (LST-1162).
- USS Waldo County (LST-1163): Alquilado al Perú el 7 de agosto de 1984; vendido el 26 de abril de 1999; renombrado BAP Pisco (DT-142).
- USS Walworth County (LST-1164): Alquilado al Perú el 7 de agosto de 1984; vendido el 26 de abril de 1999; renombrado BAP Paita (DT-141).
- USS Washoe County (LST-1165): Alquilado al Perú el 7 de agosto de 1984; vendido el 26 de abril de 1999; renombrado BAP Callao (DT-143). Hundido como buque blanco el 30 de septiembre de 2021.
- USS Washtenaw County (LST-1166): Reclasificado USS Washtenaw (MSS-2).
- USS Westchester County (LST-1167): Adquirido por la Armada de Turquía el 27 de agosto de 1974; renombrado TCG Serdar (L-402). Hundido como buque blanco el 30 de mayo de 2014.
- USS Wexford County (LST-1168): Cedido a la Armada Española en 1971; renombrado Martín Álvarez (L-12), baja en 1995.
- USS Whitfield County (LST-1169): Vendido a Grecia el 1 de marzo de 1977; renombrado Kos (L116), baja el 1 de junio de 2000; hundido como objetivo el 24 de junio de 2004.
- USS Windham County (LST-1170): Transferido a Turquía en 1973, renombrado Ertugrul (L-401).

## Unidades de la Armada Española
En el acuerdo de transferencia de buques de guerra hispano-norteamericano de 1970, se incluyeron una serie de buques anfibios. Se recibieron, entre otros, tres buques de desembarco de carros de la clase Terrebonne Parish:
- USS Terrebonne Parish (LST-1156) renombrado Velasco (L-11) en 1971.
- USS Wexford County (LST-1168) renombrado Martín Álvarez (L-12) en 1971.
- USS Tom Green County (LST-159) renombrado Conde de Venadito (L-13) en 1972.

Los tres llegaron plenamente operativos, ya que tenían pocos años de servicio con la US Navy. Estos tres buques fueron los primeros de la serie en ser transferidos a armadas aliadas. Dada su antigüedad, finalmente fueron causando baja y pasando al desguace. El Conde de Venadito (L-13) fue el primero en 1990, posteriormente lo hizo el Velasco (L-11) a finales de 1994 y en 1995 lo hizo el Martín Álvarez (L-12), estos dos últimos fueron sustituidos por dos buques LST de la Clase Newport.